# Saile
El Saile (ocasionalment Hohe Saile, també conegut com a Nockspitze a la vall de l'Inn) és una muntanya de 2.404 msnm situada al sud-oest d'Innsbruck, al Tirol (Àustria).

## Ubicació
El Saile forma l'extrem nord-oriental de les Kalkkögel i també de tots els Alps de l'Stubai. Al sud-oest connecta pel pas de Halsl (1.992 m) amb l'Ampferstein. Al nord-oest s'estén la zona d'esquí d'Axamer Lizum. Al nord, queden per sota del cim Birgitzköpfl (1.982 m) els pobles d'Axams, Birgitz i Götzens, sobre la vall de l'Inn. Al nord-est es troben els cims secundaris de Pfriemeswand (2.103 m), Pfriemesköpfl (1.802 m) i Spitzmandl (2.206 m), seguits de la zona d'esquí de Mutterer Alm i els pobles Mutters i Natters. A l'oest queda la Wipptal. Al sud hi ha Sailenieder (1.974 m), Nederjoch (2.142 m) i Jochkreuz (2045 m), i sota seu els pobles de Fulpmes i Telfes, a la vall de l'Stubai.

## Topografia
Els flancs sud i especialment sud-est són relativament plans i de prats calcaris, també utilitzats com a prats de pastura, i en les capes més baixes estan coberts de pi negre. En canvi, les cares nord i est, molt més escarpades i amb penya-segats i talussos, s'assemblen més als altres pics rocosos de les Kalkkögel. Des del nord-est, el Saile apareix amb el Spitzmandl i el Pfriemeswand en la seva forma distintiva de piràmide.

## Geologia
Geològicament, el Saile s'assenta sobre una base de roques cristal·lines, principalment gneis, que arriba fins a una alçada d'entre 1.600 i 2.000 metres. Seguidament es troben capes de marga, muschelkalk, pissarra i raibler. El cim està format principalment de pedra calcària, però també de dolomita del Mesozoic. Aquí es troben característiques típiques del carso com ara dolines.

## Llegendes
Arran de la seva posició exposada, el Saile és considerat com a Wetterberg o muntanya del temps, així com un punt d'ocurrència de tempestes elèctriques, borrasques i nevades. En les llegendes populars, aquesta muntanya va ser vista per tant com a lloc de reunió principal de bruixes, que realitzaven les seves danses en l'ampli altiplà del cim i enviaven el mal temps cap a la vall. La campana del temps del campanar de l'església de Telfes havien d'expulsar sovint el mal temps del poble veí de Kreith. Per protegir-se del mal temps també es feien processons regulars a la capella de Halsl.

## Turisme
Gràcies a la seva ubicació a la confluència de tres valls, el Saile és un mirador popular. La ruta normal d'accés és per un sender marcat al costat sud-oest, des de Halsl o des de Birgitzköpflhaus. Un segon sender accedeix al cim des de la cara nord-est passant per Pfriemeswand i el Spitzmandl. Una altra forma possible d'arribar al cim, amb una dificultat més exigent (UIAA I), és des de Mutterer Alm i a través de l'aresta nord-est. Des de Pfriemeswand també surten rutes d'escalada de dificultat UIAA III i IV. Les torres de roca a la cresta nord-oest per sobre del Birgitzköpfls s'utilitzen també com a punt d'escalada. La muntanya és part de la Ruhegebiet Kalkkögel, una zona protegida que comprèn les Kalkkögel.
Els possibles punts de partida per a l'ascens de la muntanya són Axamer Lizum i els pobles Birgitz, Götzens, Mutters, Telfes i Fulpmes. A mig camí es troben punts com la Naturfreundehaus (2.036 m) a Birgitzköpfl (2.036 m), el Götzner Alm (1.542 m), el Mutterer Alm (1.608 m), el Raitiser Alm (1.553 m), el Kreither Alm (1.492 m) i el Pfarrachalm (1.740 m). A l'hivern l'ascensió al Saile és una ruta popular d'esquí de muntanya.